# ساحة المعركة: الأرض (فلم)
ساحة المعركة الأرض: ملحمة العام 3000 (بالإنجليزية: Battlefield Earth: A Saga of the Year 3000) فيلم خيال علمي أمريكي من إنتاج عام 2000 مقتبس عن رواية ل. روبن هابورد ومن إخراج روجر كريستيان، قصة الفيلم عن مخلوقات فضائية تحتل الأرض لمدة 1000 سنة وتستعبد البشر وتجبرهم على العمل كعمال مناجم للبحث عن الذهب. كان من المفترض تصوير جزء ثانٍ تكملة للرواية، لكنه لم يتحقق بسبب الأداء السيئ في دور السينما.

## شباك التذاكر والنقد
صدر الفيلم بدور السينما منتصف مايو وعانى من فشل ذريع في دور السينما، وقوبل بالنقد السلبي ووصف بأنه "واحد من أسوأ الأفلام على مر العصور!"  لم يلق نجاحا على شباك التذاكر حيث ابتعد الجمهور عن متابعته خاصة من أول أيام عرضه. ونتيجة عن ذلك فشله في تعويض ميزانيته التي تقدر ب75 مليون $, محققاً أرباحاً لا تتجاوز 50% من ميزانيته. وكان من المفترض تصوير جزء ثان منه لكن بعد الفشل الذريع له لم يتحقق ذلك.

## جوائز والترشيحات
لم يسلم الفيلم من النقد ولا حتى من الترشيحات لجوائز أسوأ فيلم وتمثيل، خاصة جوائز التوتة الذهبية، حيث نال عام 2000 على 7 جوائز من بينها أسوأ فيلم، مخرج، ممثل دور رئيسي وثانوي، ممثلة بدور رئيسي، سيناريو، وثنائي ممثلين. تلاها عام 2005 جائزة «أسوأ دراما خلال 25 سنة», ونهاية عام 2010 «أسوأ فيلم في العقد المنصرم». ليرتفع العدد الإجمالي من الجوائز لتسعة، كما حصل على جائزة منظمة دالاس للنقاد (بالإنجليزية: Dallas-Fort Worth Film Critics Association Awards) لأسوأ فيلم عام 2001.

## وصلات خارجية
- ساحة المعركة: الأرض على موقع IMDb (الإنجليزية)
- ساحة المعركة: الأرض على موقع ميتاكريتيك (الإنجليزية)
- ساحة المعركة: الأرض على موقع روتن توميتوز (الإنجليزية)
- ساحة المعركة: الأرض على موقع نتفليكس (الإنجليزية)
- ساحة المعركة: الأرض على موقع قاعدة بيانات الأفلام العربية
- ساحة المعركة: الأرض على موقع ألو سيني (الفرنسية)
- ساحة المعركة: الأرض على موقع Turner Classic Movies (الإنجليزية)
- ساحة المعركة: الأرض على موقع أول موفي (الإنجليزية)
- ساحة المعركة: الأرض على موقع بوكس أوفيس موجو (الإنجليزية)
- ساحة المعركة: الأرض على موقع فيلمافينيتي (الإسبانية)

- الموقع الرسمي
- دليل الأفلام
- الطماطم الفاسدة